# Pueblo Nuevo, Tepehuacán de Guerrero
Pueblo Nuevo är en ort i Mexiko.   Den ligger i kommunen Tepehuacán de Guerrero och delstaten Hidalgo, i den sydöstra delen av landet, 190 km norr om huvudstaden Mexico City. Pueblo Nuevo ligger 213 meter över havet och antalet invånare är 235.
Terrängen runt Pueblo Nuevo är huvudsakligen kuperad, men åt sydväst är den bergig. Pueblo Nuevo ligger nere i en dal. Runt Pueblo Nuevo är det ganska tätbefolkat, med 86 invånare per kvadratkilometer. Närmaste större samhälle är Tamazunchale, 16,7 km norr om Pueblo Nuevo. Omgivningarna runt Pueblo Nuevo är en mosaik av jordbruksmark och naturlig växtlighet.